# Nyamporogotwe
Nyamporogotwe är ett vattendrag i Burundi.   Det ligger i provinsen Gitega, i den centrala delen av landet, 60 km öster om huvudstaden Bujumbura.
Omgivningarna runt Nyamporogotwe är en mosaik av jordbruksmark och naturlig växtlighet. Runt Nyamporogotwe är det tätbefolkat, med 319 invånare per kvadratkilometer.